# Coenosia megalocalyptra
Coenosia megalocalyptra este o specie de muște din genul Coenosia, familia Muscidae. A fost descrisă pentru prima dată de Fritz Isidore van Emden în anul 1940.
Este endemică în Etiopia. Conform Catalogue of Life specia Coenosia megalocalyptra nu are subspecii cunoscute.